# Campionati del mondo di ciclismo su pista 2019 - Inseguimento individuale femminile
La gara inseguimento individuale femminile ai Campionati del mondo di ciclismo su pista 2019 si è svolta il 2 marzo 2019.
Tutte le gare si sono svolte sulla distanza di 3000 mt.

## Podio
| Pos.    | Atleta            | Nazionalità |
| ------- | ----------------- | ----------- |
| Oro     | Ashlee Ankudinoff | Australia   |
| Argento | Lisa Brennauer    | Germania    |
| Bronzo  | Lisa Klein        | Germania    |

## Risultati

### Qualificazioni
I migliori due tempi si qualificano alla finale per l'oro, il terzo e il quarto tempo si qualificano alla finale per il bronzo.
| Pos. | Atleta               | Nazione       | Tempo    | Gap     | Note |
| ---- | -------------------- | ------------- | -------- | ------- | ---- |
| 1    | Lisa Brennauer       | Germania      | 3:25.697 |         | Q    |
| 2    | Ashlee Ankudinoff    | Australia     | 3:25.921 | +0.224  | Q    |
| 3    | Lisa Klein           | Germania      | 3:27.670 | +1.973  | q    |
| 4    | Kirstie James        | Nuova Zelanda | 3:28.407 | +2.710  | q    |
| 5    | Bryony Botha         | Nuova Zelanda | 3:29.281 | +3.584  |      |
| 6    | Annie Foreman-Mackey | Canada        | 3:30.864 | +5.167  |      |
| 7    | Franziska Brauße     | Germania      | 3:31.252 | +5.555  |      |
| 8    | Ellie Dickinson      | Gran Bretagna | 3:34.149 | +8.452  |      |
| 9    | Justyna Kaczkowska   | Polonia       | 3:35.635 | +9.938  |      |
| 10   | Emily Nelson         | Gran Bretagna | 3:36.563 | +10.866 |      |
| 11   | Tatsiana Sharakova   | Bielorussia   | 3:37.170 | +11.473 |      |
| 12   | Silvia Valsecchi     | Italia        | 3:37.338 | +11.641 |      |
| 13   | Kim You-ri           | Corea del Sud | 3:38.013 | +12.316 |      |
| 14   | Marie Le Net         | Francia       | 3:38.503 | +12.806 |      |
| 15   | Simona Frapporti     | Italia        | 3:39.018 | +13.321 |      |
| 16   | Aksana Salauyeva     | Bielorussia   | 3:40.743 | +15.046 |      |
| 17   | Lee Ju-mi            | Corea del Sud | 3:41.027 | +15.330 |      |
| 18   | Ma Menglu            | Cina          | 3:41.116 | +15.419 |      |
| 19   | Marion Borras        | Francia       | 3:42.681 | +16.984 |      |
| 20   | Yang Qianyu          | Hong Kong     | 3:48.631 | +22.934 |      |

### Finali
| Posizione            | Atleta            | Nazione       | Tempo    | Gap    |
| -------------------- | ----------------- | ------------- | -------- | ------ |
| Finale per l'oro     |                   |               |          |        |
| 1                    | Ashlee Ankudinoff | Australia     | 3:25.971 |        |
| 2                    | Lisa Brennauer    | Germania      | 3:29.243 | +3.263 |
| Finale per il bronzo |                   |               |          |        |
| 3                    | Lisa Klein        | Germania      | 3:29.473 |        |
| 4                    | Kirstie James     | Nuova Zelanda | 3:34.188 | +4.715 |